# Kanton Chambéry-Est
Kanton Chambéry-Est (francouzsky Canton de Chambéry-Est) je francouzský kanton v departementu Savojsko v regionu Rhône-Alpes. Tvoří ho pouze východní část města Chambéry.